# Villers-Bocage (Calvados)
Villers-Bocage er en kommune i departementet Calvados i regionen Basse-Normandie i det nordvestlige Frankrig. Indbyggerne kaldes Villersois.

## Historie
Den 22. august 1886 blev Villers-Bocage en stationsby på jernbanelinjen mellem Caen og Aunay-sur-Odon, der i 1891 blev forlænget til Vire. Passagertrafikken på linjen fortsatte indtil 1. marts 1938. Linjen er siden blevet sløjfet.
Den 13. juni 1944 var byen centrum for slaget ved Villers-Bocage, hvor 7. britiske pansrede division blev stoppet af en lille gruppe tyske kampvogne under Michael Wittmann.

## Seværdigheder og monumenter
- Saint-Martin kirken. Åbnet efter genopbygning i 1955.
- Slot fra 17. århundrede
- Rådhuset, som ligeledes er genopbygget. Det blev indviet i 1960 af Charles de Gaulle

- Rådhuset
- Kirken